# Murcof

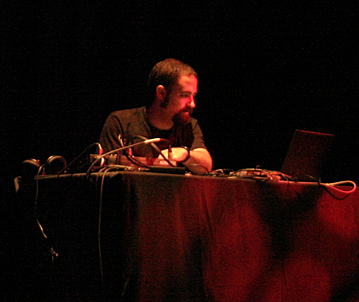
Murcof podczas występu na żywo

Murcof (Fernando Corona ur. 1970 w Tijuanie) – meksykański artysta nagrywający muzykę elektroniczną. Od 2006 roku mieszka w Barcelonie, Hiszpania. Zadebiutował wydając w 2003 album Martes. Od 2001 roku należy do zespołu Nortec Collective. Wiele jego kompozycji opiera się na abstrakcyjnej, glitch, czasem skomplikowanej elektronicznej perkusji. Za młodu słuchał muzyki klasycznej, która zainteresowała go do takiego stopnia, iż badał jej współczesną odmianę. W taki sposób odkrył Strawińskiego, Ligetiego, Sanakiego, Stockhausena, Schönberga, jednocześnie zaczął słuchać elektroniki.
W wywiadzie dla Nowa Muzyka mówi: „Oprócz Johna Santosa innym albumem, który przykuł moją uwagę był Oxygene Jean Michel Jarre’a. Słuchałem tej taśmy bez przerwy – kiedy wracaliśmy ze szkoły samochodem, zwykłem zostawać w aucie z zamkniętymi szybami i w kółko puszczać Oxygene. To spowodowało, że zacząłem wgłębiać się w muzykę elektroniczną: Kraftwerk, Tangerine Dream. Do końca życia będę słuchał elektroniki i klasyki. Innych rodzajów muzyki oczywiście też, ale te dwa przemawiają do mnie najbardziej”.

## Dyskografia

### Albumy
- Martes
- Utopia (2004)[2]
- Remembranza (2005)[3]
- Cosmos (2007)[4]
- The Versailles Sessions (2008)
- La Sangre Iluminada (2010)
- Being Human Being
- Statea